# Forró (Magyarország)
Forró község Borsod-Abaúj-Zemplén vármegyében, az Encsi járásban, annak második legnagyobb területű és népességszámú települése.

## Fekvése
A település a Hernád völgyében fekszik, a Cserehát keleti lábainál, Miskolctól 37 kilométerre északkeletre, Encs közvetlen szomszédságában, amelytől mindössze 3 kilométerre terül el. A környező kisebb települések közül Fancsal 5, Csobád 6 kilométerre található.
Területén áthalad a 3-as főút, amelyből itt ágazik le északnyugat felé a Fancsalon át Baktakékig, a 2624-es útig vezető 2625-ös út.

## Története
A település már a bronzkorban lakott volt. "Ennek bizonyítéka, hogy 1889 tavaszán a forrói szőlők alatt elhúzódó vízmosás (mai nevén Galambos patak) már ösmeretes volt mint bronzkori telep, s gyakran találtak ott bronzkori ornamentikával ékesített cserépdarabokat. 1889 tavaszán, két forrói ember burgonya kapálás alkalmával 12 darabból álló bronzleletre bukkant." Ezt a leletet Csoma József devecseri földbirtokos 1890-ben bemutatta Nemzeti Múzeumban..
Középkori neve magyar eredetű. A szónak két jelentése volt, egyrészt a mai is ismert ’nagyon meleg’, másrészt a ’buzogó forrást’ is e szóval adták vissza. Valószínűbb, hogy a helység nevében ez utóbbi fogalom rejlik, mivel a településen ma is 3 bővizű forrás van.
A falu az Árpád-kor nagy részében az abaúji vár birtoka, azaz királyi birtok volt. Első említése 1246-ból maradt ránk, amikor Fügöd nyugati szomszédjaként említették. A település a korai középkorban az Alsó-Hernád-völgy részének kiemelkedő helye volt: 1265-ban Abaúj vármegye fő helyének nevezték. Többször (1274-ben, 1284-ben, 1312-ben) tartottak Abaúj vármegyei gyűlést. 1317 és 1330 között, majd később újra Abaúj vármegye törvényszékének is helyet adott, úgy hogy a vármegye székhelye váltakozott Garadna és Forró között.
Vámszedő hely volt, az itteni vámot 1319-ben már régen fennállónak nevezték. Vásárjáról először 1402-ben értesülünk, de az már régebb óta működhetett. Ugyanekkor nevezték a települést először mezővárosnak. A hetivásár napja csütörtökre esett. A helységet a késő középkorban többnyire mezővárosnak tekintették. 1427-ben Cudar János birtokaként írták össze a királyi adószedők a Hernádtól keletre fekvő falvakkal egy járásban. 61 paraszti telekre róttak ki itt adót. 1516 nyarán a város egy része leégett, ezért öt évi mentességet kapott a királyi adó fizetése alól.
A Forrót és Devecsert elválasztó egyik határjel a kassai nagy út mellett állott. A Sápból és Rázsonyból (ma Rásonysápberencs) ide vezető út volt a Sápot és Rázsonyt elválasztó határvonal kiinduló pontja. Az Alsófügödről Forróba vivő út neve vásárút volt. Felsőpocsajból is út vezetett ide.
A királyi birtoklás a tatárjárás utáni évtizedekben ért véget. István ifjabb király, a későbbi V. István magyar király 1262-ben négy másik Abaújvárhoz tartozó faluval, Devecserrel, Fancsallal, Őzddel és Gatával együtt eladományozta Csete fia Aladár királynéi tárnokmesternek. A birtoktest nem volt teljesen egybefüggő terület. Forró, Devecser, Fancsal és Őzd határosak voltak egymással, Gata azonban a Hernád bal partján, ezektől némiképp külön feküdt. Az öt falu – helyesebben falu és faluhely – központja Forró volt.
IV. Béla király e birtokokat korábban már eladományozta, ám az adományokat István ifjabb király érvénytelenítette, egyben Aladárnak azt a kiváltságot adta, hogy örökösök nélküli halála esetén arra hagyja, akire akarja. A Fejér vármegyéből elszármazott Aladár korábban IV. Béla szolgálatában állt, és három évig „Görögországban” tartózkodott, mint a király követe. Később a herceg, illetve felesége szolgálatába állott. Ő volt az, aki Istvánnak hírül vitte fia, László herceg, a későbbi IV. (Kun) László születését. Az adományt az tette lehetővé, hogy IV. Béla király idősebbik fia, István herceg 1260 óta Erdély és Kelet-Magyarország egy részének, többek közt Abaúj vármegyének volt az ura, majd 1262 végén felvette az ifjabb királyi címet és hatalmát egészen a Dunáig kiterjesztette.
A forrói uradalmat 1271-ben István király elvette Aladártól, és más abaúji, hevesi, gömöri birtokokkal együtt István országbírónak adományozta, ám a kiskorú László király nem sokkal apja halála után, 1273-ban visszaadta Aladárnak, amelyet ettől kezdve ő és utódai birtokoltak. Az erről szóló oklevél – akárcsak több más középkori okmány – Forrót Hernád menti településként említi, a középkorban ugyanis a település határában folyó Bársonyost is Hernádnak nevezték. A család ezután a vármegye jómódú nemesei között Forrói néven szerepelt. Az akkor már igen idős Forrói Aladár ott volt azok közt az előkelők között, akik előtt I. Károly király 1309-ben megesküdött az ország jogainak megtartására, unokája János pedig Drugeth Vilmos nádor – aki egyben Északkelet-Magyarország ura is volt – bizalmasai köré tartozott. A forrói uradalom az idők folyamán változott. 1275-ben Forrón kívül Devecser, Fancsal és Fáj tartoztak hozzá, az üresen álló Gatát ezután már csak elvétve említették, pedig ez is a Forróiak birtokában maradt, akárcsak Őzd.
1309-ben Aladár felosztotta két gyermeke között birtokát, amelynek során Devecser és Fancsal az ifjabbik Aladárnak jutott, Forró és az ismeretlen Lak Jakabnak. A Hernád – a mai Bársonyos értendő alatta – melletti malom környéke, ott, ahol évszázadokon keresztül állt a forrói malom, fele-fele arányban jutott a fiúknak. A malom körül volt egy hét telekből álló település, ahol három telek jutott Aladárnak, négy Jakabnak. Aladár jussa lett a forrói szőlőhegy alsó részén levő szőlő, Jakabé a felső részen levő. Az erdők és bozótosok közös birtoklásban maradtak. Jakab azonban a saját részéből 15 telket tartozott kihasítani fivérének.
Az egykori királyi birtoklás maradványait a Forróiak nehezen rázták le, az abaúji ispánok ugyanis később is megpróbáltak ítélkezni az itt élő lakosok fölött és beszedték a vámot is. A Forrói család itteni birtoklása három generáción keresztül tartott, a család a 14. század közepén kihalt. Nagy Lajos korában a bárói rendű Ónodi Cudar család kapta meg adományul, az ő birtoklásuk is körülbelül egy évszázadig tartott. 1416-ban Ónodi Cudar Benedeket, Simont és Jakabot iktatták be Forró és vele szomszédos Toka birtokába. Forrón földesúri kúria is állott, az Ónodi Cudaroknak 1416-ban volt itt egy kúriájuk, de egy másik kúria építésére alkalmas telek kijelöléséről is megegyeztek. A család egymással vitatkozó két ágának emberei között e faluban tettek igazságot a választott bírák.
Az Albert király halálát követő időkben többször elzálogosították. 1440-ben Cudar János több más faluval együtt ezt is elzálogosította Rozgonyi Lőrincnek és Jánosnak. 1451-ben Cudar Simon Forró felét adta zálogba Kazai Györgynek. A Cudar család 1470-ben történt kihalta után a mezőváros királyi majd királynéi kézre került, amelyet a diósgyőri uradalomhoz csatoltak, amely a szűkebb értelemben vett környezetén kívül több más szétszórtan fekvő kelet-magyarországi királynéi birtokot is magában foglalt. 1498-ban kezdődött egy újabb birtokosváltás, amely azt jelentette, hogy a várost zálogba kötötték le. Ebben az évben Beatrix királyné titkárának, Gabriele Stagnolinak ezer forintért adta zálogba, aki 1500-ban ugyanennyiért továbbzálogosította Tarcai János máramarosi sókamaraispánnak és rokonainak. Ulászló király 1502-ben Tarcai nevére újabb ezer forinttal terhelte meg a várost. 1510-ben Szatmári György pécsi püspök, fő- és titkos kancellár váltotta magához, majd egy kegyes alapítvány formájában azonnal tovább is adta szülővárosának, Kassának, immáron négyezer forintos visszaváltási összeg kikötésével. Kassát 1511-ben iktatták be zálog címén Forró birtokába. Ezután hosszú évszázadokig ennek birtokában is maradt a település.
Az egyházszervezéskor a vidék egyik első egyháza jött itt létre, amelynek később papja alesperesként az utóbb megalakult plébániák fölött is megőrizte szerzett jogait. 1275-ben az egri püspök visszaadta az egri káptalannak az elidegenített forrói egyházi tizedeket. Az itteni egyházhoz tartoztak három másik falu: Fancsal, Devecser és Fáj tizedei is. Mivel e falvakat évtizedekkel később sem írták össze önálló tizedfizetőként, bizonyára a forrói plébánia leányegyházai voltak. A forrói pap 1332-ben 1 márkát, egy évvel később 24 garast fizetett a pápai tizedszedőknek. Az erről készült jegyzék tartalmazza a forrói alesperességhez tartozó összes plébániát.
1333-ban az itteni plébános, Benedek az udvarát Vizsolyban tartó Drugeth Vilmos nádor „különös káplánja” volt. A forrói tizedek felett később is vitatkozott a püspök és a káptalan. Az egri püspök 1356-ban adta vissza ezeket a káptalannak. Ekkor már csak Toka falu tartozott hozzá, Fáj önálló plébánia lett. Az egyház iskolájáról 1400-ban hallunk először, ekkor egy egyetemet végzett (a szabad művészetek borostyánkoszorús mestere, azaz bölcsész), László nevű személy volt az iskola vezetője, rektora. Ma is álló templomának építéstörténete három részre bontható. Legkorábban a templom hajója épült meg. Ez a 11. század elejére tehető a falszerkezet tagoltsága szerint. Eredetileg templomerődnek épülhetett. A második lépcsőben épült az ősi templomrészhez a szentélyrész 1510 és 1525 között. A mai formáját az 1762-63-ban hozzá épített toronyrésszel nyerte el. A templombelsőben ekkor még látható volt a gerendázat. 1771–72-ben épültek a belső pillérek és ekkor került a három boltozat is templomba.
Őzd vagy Őzed a 14. század első felében néptelenedett el, és olvadt be Forró határába. Ez volt az a malom melletti kis település, amely 1309-ben még lakott volt. A malom 1333-ban malomhely volt, amely egy háromkerekű malom létesítésére is alkalmas lett volna. Ekkor az itteni malomrészét Forrói Jakab fia János mostohanővérének, Kanicsának és férjének, Piskárosi Pócsnak adta. A malom idővel újjáépült, 1356-ban három kő őrölt benne. A malomház a folyó keleti partján állott, a körülötte levő Őzedet ekkor már egyszerűen csak földnek nevezték. Forrói Aladár fia Miklós ebben az esztendőben feleségének adta el itteni részét. 1513-ban a fügödi malom vízszintjét lejjebb eresztették, hogy ne tegyen kárt a forrói földekben.
A mai Forró határában, a lakott területtől délnyugatra feküdt egy Toka nevű, valószínűleg még a középkorban Forró határába olvadt falu. E település független volt Forrótól, jó ideig más birtokosai voltak. Lakott része a mai Iskolaszer nevű határrészben feküdt. Az első katonai felmérésben Dok néven egy dombot jelöltek itt. 1380-ban már a Cudar család birtokában volt, ekkor iktatták be a jószágokba Cudar Péter szlavón bánt, atyafiait: Istvánt és Györgyöt. Az 1427-es abaúji adójegyzékben nem szerepelt, vagy már ekkor egyesült Forróval, vagy forróiként adóztatták meg lakóit.

### Kora újkor
Forró falu a mohácsi vészt követően, végig a 16–17. században megmaradt Kassa birtokában. Szatmári György pécsi püspök eredetileg a kassai Szent Erzsébet-plébániatemplom Sarlós Boldogasszony-kápolnájában, a különálló Szent Mihály-kápolnában és a Zemplén vármegyei Liszka plébániatemplomában végzendő szertartásokra adományozta Kassának Forró falut, egyéb jószágaival együtt, de az idők során Forró mint birtok kezelése túlhaladt az alapítványi célokon, és Forró a Kassa környéki jobbágyfalvakhoz hasonló birtok lett a rendi korszak évszázadaiban. A kora újkorban Kassa szabad királyi város Forróhoz fűződő birtokjoga csak rövid időszakokra és részlegesen szakadt meg királyi elkobzás, zálogosítás, egyéb elidegenítés következtében, de Kassa ragaszkodott földesúri és kegyúri jogához, így a falu rendre visszakerült a város rendelkezése alá. Kassának nem ez volt az első dél-abaúji faluja, Garadna és a csereháti Szebenye (ma Fulókércs része) ugyanis már 1466-tól, illetve 1479-től Kassa földesúri hatalma alatt állt. Forró 16. századi birtokjogában azzal is változás történt, hogy Forrót, amelynek birtokába 1511-ben iktatták be Kassa várost, a város vezetése egy uradalomban egyesítette Garadnával és Szebenyével, és Forró lett a kis uradalom központja egészen a 20. századig.
Kassa rögtön a kora újkor kezdetén egy időre elveszítette birtokjogát Forró felett. 1552. február 8-án, Kassa Izabella királynétól való átvétele után, Serédy György kassai kapitány instrukciójával együtt leltár készült a városban található lőszerekről, egyben egy lista Kassa birtokairól. Ezen Forró és Garadna neve mellé ezt jegyezték meg: „ezeket a falvakat Serédy György birtokolja”.
A portális vagy dikális adó néven ismert állami adó legkorábbi, 1552. évi Forróra vonatkozó jegyzékében is Serédy Györgyöt nevezték meg az adórovók Forró földesuraként, de 1564-ben már újra Kassa város szerepelt birtokosként. 1538-ban ugyanis, amikor Szapolyai János király elfoglalta Kassát, I. Ferdinánd, elvesztvén a várost, Forrót és Garadnát nem hagyta ellenségei birtokában, hanem 1541-ben zálogba adta Serédi Gáspár felső-magyarországi főkapitánynak 4500 rajnai forint értékű katonai felszerelés, egyfajta fegyverváltság fejében. Izabella özvegy királyné egészen 1551-ig tartotta hatalmában Kassát, majd a királlyal történet megegyezést követően, Lengyelországba történő visszatérése során, 1552 januárjában személyesen adta át a várost I. Ferdinánd király megbízottainak.
Miután Kassa az erdélyiektől visszakerült a királyhoz, Forrót és Garadnát 1552-ben már nem Serédi Gáspártól, hanem öccsétől Györgytől (†1567), illetve regéci várnagyuktól, Alaghy Jánostól követelte vissza Kassa javára. A Serédiek és Alaghy uralma alatt Forrót és Garadnát a regéci váruradalomhoz csatolták, és a regéci várból igazgatták. 1559. május közepén Csoltay (más néven nagycsoltói Kis) Pál, a regéci vár és uradalom udvarbírája a regéci várból, illetve Vilmányból adott utasítást Garadna, illetve Forró bírájának, hogy kezdjék meg az urasági földek szántását, amelyekbe 60 köböl vetőmagot kell majd elvetni.
Alaghy nem nyugodott bele az abaúji falvak elvesztésébe, és fegyveres küzdelmet folytatott a kassaiak ellen, amely Garadna szabályszerű ostromához vezetett 1559-ben. Amikor a kassaiak megpróbáltak érvényt szerezni a király döntésének, és birtokaikat szándékoztak elfoglalni, Alaghy fegyveres szervitorai visszaűzték őket a garadnai erődített kastélyból. Az ellenségeskedés a kastély véres, többek halálával végződő ostromával és felgyújtásával ért véget, de a kassaiak végül csak pereskedéssel jutottak birtokukhoz. A garadnai véres incidens után Melchior de Robles Pereira (†1565) spanyol származású katona, aki 1559. március és augusztus között ideiglenesen viselte a kassai kapitányi tisztet, Garadnára és Forróra fegyvereseket telepített, hogy az Alaghy János és Kassa közötti birtokper befejeztéig egyik fél se használhassa a birtokokat. Végül 1562-ben Torna várában Mágócsy Gáspár tornai főispán előtt az ellenfelek egyezségre jutottak, Alaghy lemondott a birtokokról, a kassaiak elálltak kártérítési követeléseiktől, Mágócsy pedig a peres iratokat ott helyben elégette.
Forrót, bár nem érte el a mezőváros státust, de kiemelkedett Kassa jobbágyfalvai közül, az itteni allodiális gazdaság és a garadnai majorság miatt maguk a kassaiak is értékesebbnek tekintették, mint a Kassa környékén fekvő kis falvakat. Ennek ellenére a 17. század második felében Kassa város zálogba adta Forrót és Garadnát Bakay Istvánnak (†1684). Nem csak a dél-abaúji kis uradalmat szerezte meg Bakay Kassától, hanem a Kassához közeli Baskát (ma: Baška, Szlovákia) is. Bakay István Abaúj vármegye táblabírája volt, támogatta Sárossy János (1646–1709) későbbi evangélikus szuperintendens 1671–1672 között Wittenbergben folytatott tanulmányait, ezért Sárossy a magiszteri fokozat elnyerése alkalmával kiadott disputációs nyomtatványát özvegy Wass Mihályné Szegedi Zsuzsannának és Bakay István abaúji táblabírónak ajánlotta 1672-ben. Bakay rokonával, Várady Mihállyal együtt 1683-ban Abaúj egyik követe volt a Thököly Imre által összehívott kassai részországgyűlésen.
Bakay István tehetős birtokos volt, több nemesi jószággal rendelkezett, így kassai háza és a Felső-Külvárosban fekvő szántóföldjei, halastóval is ellátott kertje mellett a Kassa melletti Pólyi, valamint Alsócsáj, Haraszti, Rákos, Rozgony, Szentlőrincke, Bogdány abaúji falvakban és az Ung vármegyei Vajkócon is voltak birtokrészei, de értékes szőlőkkel bírt a hegyaljai Zomboron (Mondolás, Kisköves), Mádon és Tarcalon is. Bakay birtokait Thököly-pártisága miatt a királyi kincstár lefoglalta 1684-ben, ráadásul Bakay is meghalt, de Forrót és Garadnát a kincstár nem szolgáltatta vissza az eredeti tulajdonosnak, Kassa városának, hanem fiskális birtokként továbbzálogosította, mégpedig Lucsánszky Boldizsárnak (†1690 k.). Lucsánszky 1671–1672-ben a Szepesi Kamara fogalmazója volt Kassán, majd ugyanott kamarai alügyigazgató és 1681-től kassai harmincados. Lucsánszkynak kamarai főtisztviselőként éppen az elkobzott birtokok kamarai igazgatása volt az egyik feladata. A kamarai tisztviselő és özvegye nem sokáig élvezhette Forró jövedelmeit, a kincstár ugyanis 1691-ben felkínálta a birtokot Szirmay (V.) Istvánnak (†1707), aki Forró utolsó zálogosa lehetett a 17. században. A település ugyanis csak a 18. század első felében került vissza Kassához, az 1730-as évekig Szirmay István és örökösei birtokolták.
A kiváló gazdasági érzékkel rendelkező, vagyonos Szirmay István, apja, Szirmay Péter nyomdokait követve, Zemplén vármegyében kezdte politikai pályáját, majd Thököly Imre hadjárata és felső-magyarországi uralma alatt a bécsi udvar és Thököly között állandó közvetítői feladatot látott el, 1681-ben Sáros vármegye országgyűlési követe volt. 1685-ben a bécsi udvar Bécsben elfogta és rebellisként bebörtönözte, és csak 1687-ben, katolizálása után engedték el, rögtön nádori ítélőmester lett. 1690-ben örökbe fogadta nővére unokáját, Dessewffy Tamást. Kortársai buzgó birtokszerzőként tartották számon, ősei elpusztult Borsod vármegyei faluját, Szirmát 1694-ben új helyre telepítette, megalapítva Szirmabesenyőt. 1695-ben bárói rangra emelkedett. 1701-ben II. Rákóczi Ferenccel együtt Szirmayt is elfogták és ismét bebörtönözték, majd kiszabadulása után, 1704-től közvetített a Habsburg kormányzat és a Rákóczi-szabadságharc vezetése között, 1707-ben grófi rangot kapott.
Forró a 16–17. században a török kor végére is megőrizte bizonyos integritását, annak ellenére, hogy Abaúj vármegye déli része a hódoltság terjedésével a füleki, a hatvani, majd az egri törökök célkeresztjében volt. Így az oszmán hódítók az 1554-ben elfoglalt füleki várból már korán igyekeztek adófizetővé tenni Dél-Abaúj falvait. A Füleki szandzsák 1559. évi összeírásában Perecse, Szászfa, Szala, Devecser, Fancsal és Detek szerepel, míg 1570-ben már két szandzsák osztozott a csereháti falvakon: Fülekhez tartozott Büttös, Szászfa, Szend, Kécs (Fulókércs?), a Hatvanihoz Litka, Forró és Beret. Forrót a Hatvani szandzsákhoz tartozó Ónodi nahije falvai közé sorolták, és az 1570. évi hatvani adóösszeírás szerint a defterdárok 800 akcsét kitevő bevételre minősítették, igaz, a falut különböző politikai megfontolásokból lakatlanként írták össze. Az összeírás is jelzi az oszmán hódítók bizonytalanságát, hiszen nem minden defterben szereplő magyar falu lett a későbbiek során valóban török adófizető.
Forró a kora újkor első évtizedeiben gazdaságilag erős, s ennek következtében népes faluként jelent meg a portális vagy dikális néven is ismert állami adójegyzékekben. 1553-ban 16 porta mint adóegység alapján állapították meg a falu adóját, ahol a jobbágyok mellett 11 zsellér is élt, és az adórovók majorságot is feljegyeztek. 1564-ben igen magas, 26 portával rendelkezett Forró a jegyzékben. Ha hozzávesszük, hogy Garadna falu 1553-ban 10 adóporta után fizette az adót, a kis forrói uradalmat stabil parasztgazdaságon alapuló termelő egységként értékelhetjük. Az uradalom harmadik faluja, a szintén középkori eredetű Szebenye a 16. század közepére puszta lett, jobbágytelki gazdálkodás nem folyt a területén, 1559-ben az egykori település mindhárom részét (Szebenye, Dezső-Szebenye, Kápolnás-Szebenye) pusztaként tartották nyilván, ekkor a három egész pusztát az abaúji nemes, Szendi Zorárd és Vizkelety Jakab kapta adományba a királytól. Szebenye később visszakerül a forrai uradalomhoz, és a puszta makkos erdeit disznótartásra használta Forró lakossága.
Forró község fejlődését, a Cserehát több más falujához hasonlóan, Hasszán temesvári pasa 1567 márciusában indított felső-magyarországi hadjárata akasztotta meg. Az oszmán hadvezér János Zsigmond erdélyi fejedelem megsegítésére 5000 fős török sereggel és krími tatár kísérőcsapattal támadt a Lazarus von Schwendi felső-magyarországi főkapitány által ellenőrzött vidékekre, ezekre ugyanis az erdélyi fejedelem is igényt tartott. A hadjárat során a törökök Forrót is felprédálták, a házakat felégették, a lakosok ebben az évben adót sem tudtak fizetni. A falu azonban, a veszteség ellenére, igyekezett gyorsan visszanyerni vitalitását. Bár az 1570. évi adóösszeírás szerint Forró 16 zsellérével még mindig adóképtelen volt, 1578-ban már ismét 9 portára értékelték az adórovók (zsellérek száma: 16), 1582-ben pedig 10,5 portányi adóképességgel bírt a falu, 54 negyedportányira becsült jobbágygazdaság és 24 zsellér termelőerejével. 1588-ban azonban már csak 30 hatodportát vettek fel az adójegyzékbe és 35 zsellért, összesen 5 portányi adóképességgel, s ez az érték 1596-ra 6,5 portára emelkedett, messze elmaradva a 16. század közepének adóképességétől. 1598-ban, amikor a középkori eredetű porta helyett a ház mint egység lett az adó alapja, Forrón a korábbi 5-6 porta után 60 házat, azaz adóegységet írtak össze; ez a szám megközelíti a falu valós parasztgazdaságainak számát.
A dézsmajegyzékek azonban árnyaltabb képet mutatnak, mint az adóösszeírások, ezekből egy életképesebb faluközösség képe bontakozik ki. 1558-ban 51 telkes jobbágy, több esetben családtagja szolgáltatott be gabonadézsmát Forrón, míg ugyanebben az évben 72-en fizettek bortizedet, dézsmás szőleje ugyanis a zselléreknek is lehetett, ráadásul a szőlőknél gyakori volt az extraneus birtoklás, azaz amikor egy településen egy másik faluban élő jobbágynak is volt szőleje. A helyben lakó telkes jobbágyi háztartásokra a gabonadézsma-adók 1558. évi névsorából következtethetünk: Molnár Ambrus, Tóth Gergely, Boldizsár Balázs, Konta Imre, Kovács Péter, Konta György, Szekeres Balázs, Borsos Tamás, Kéri Pál, Tóth Tamás, Gergely deák, Balázs Mihály, Bányász Demeter, Gomba Péter, Nagy János, Bűdi Máté, Selyebi Máté, Csomó Máté, Krutu Lőrinc, Erdélyi Pál, Galvácsi Benedek, Baráti Mihály, Miske Márton, Kovács János, Barta Mihály, Mészáros Péter, Mező István, Mező Mátyás, Bizon Miklós, Bizon Pál, Büttösi Pál, Mező Pál, Erdélyi János, Molnár Balázs özvegye, Domonkos András, Baráti Gergely, Mező Ambrus, Szordi Péter, Faragó Balázs, Szabó Antal, Selyebi Antal, Viga Barabás, Pokol Antal, Bódi Antal, Szabó Miklós, Szabó Tamás, Bódi Ambrus, Bizon Ambrus, Szabó István, Kűas Antal, Korhi Balázs. A legtöbb őszi búzát, 30 kévés kalangyában számolva Bódi Máté (86), Kéri Pál (66), Zsebesi Antal (66) és Mező Ambrus (68) aratta 1558-ban, ők voltak a legtermelékenyebb jobbágyok Forrón a 16. század közepén.
Ugyanekkor bortizedet 43 helyi és 39 extraneus jobbágytól szedtek be a kamara dézsmaszedői: Berta Mihály, Mészáros Péter, Mező István, Mező Mátyás, Mező Pál, Bizon Miklós, Bizon Pál, Büttösi Pál, Erdélyi János, Molnár Balázs özv., Domonkos András, Baráti Gergely, Mező Ambrus, Szendi Péter, Faragó Balázs, Zsebesi Antal, Viga Barabás, Bódi Antal, Szabó Miklós, Bódi Ambrus, Bizon Ambrus, Kúti Péter, Tóth György, Bódizsár Balázs, Konta Imre, Kovács Péter, Konta György, Szekeres Balázs, Borsos Tamás, Kéri Pál, Tóth Tamás, Bányász Mihály, Bányász Demeter, Gomba Péter, Nagy János, Bódi Máté, Selyebi Mátyás, Csomó Máté, Konta Lőrinc, Varga Bertalan, Baráthi Mihály, Kovács János, Miske Márton; extraneusok: Köbli Demeter, Marton György, Harkácsi Lukács, Kius Dénes, Csomó Dénes, Bányász János, Csarna Domokos, Fancsali Lukács, Büttösi Mátyás, Parcs Albert, Kerekes Antal, Lyubai Péter, Ködmenes Balázs, Baktai-Mogyorós Antal, Tökös Mátyás, Bakó Lukács, Magos Kelemen, Magos Antal, Bertók Pál, Molnár Ambrus, Király András, Baksi László, Bertók Miklós, Bende István, Szabó János, Kiüs Pál, Veres György, Géci Antal, Kovács Mátyás, Boros Pál. A legtöbb bort jobbára ugyanazok a forrói jobbágyok termelték 1558-ban, akiknek gabonából is kimagasló termésük volt: Bódi Máté (86 köböl), Selyebi Mátyás (75 köböl), Zsebesi Antal (66 köböl) és Kéri Pál (66 köböl); extraneus bordézsmaadók: Martonyi György (146 köböl), Géci Antal (83 köböl) és Köbli Demeter (69 köböl).
Forró népes jobbágyságának a következő évtizedekben is megmaradt a termelési kedve. 1572-ben Balázs Mihály a bíró, amikor 52 forrói jobbágy összesen 694, a 49 extraneus 128 köböl bort termelt. 1581-ben, Balassa Mihály bírósága alatt még mindig 34 helyi és 25 extraneus adott bordézsmát, összesen 197 köböllel. Ekkor Gombai Jánosnak 140, Szatyorkötő Antalnak 60 köböl bora termett, vagyis kettejüknek közel annyi bortermésük volt, mint az 59 jobbágy összes tizede. 1582-ben, amikor a falu adóképességét 10 portára becsülték, Erdélyi János falusi bíró irányítása alatt 57 helyi és 5 külső jobbágy és 4 zsellér fizetett gabonatizedet, összesen 57 kepe őszi gabonát, illetve a zsellérek ún. kereszténypénzt. 1590-ben feltűnően népes volt Forró és a szomszédos Füged dézsmaadó közössége.
Képíró Bálint bíró vezetésével összesen 555 köböl bornak megfelelő szőlőt szüretelt közel 100 dézsmaadó (Picsorka János, Borsod Bálint, Pap Tamás, Forka János, János kovács, Kardos Jakab, Szekeres Gergely, Nagy Máté, Viga Pál, Szekeres Péter, Cakó Márton, Berko András, Varga Péter, Szabó Boldizsár, Tót Balázs, Kotoc Bálint, Magos Tamás, Szatyorkötő Antal, Balázs Mihály, Szatyorkötő Gergely, Antal kovács, Varga János, Kelemen Orbán, Rác János, Balázs Boldizsár, Cserepes Tamás, Bizon András, Bizon Mihály, Csehák Antal, Szabó Tamás, Gomba Péterné, Icsorka Pál, Varga Balázs, Révai Ferencné, Korlát Jakabné, Selyebi Ambrus, Erdélyi Barabás, Dikó Ambrus, Tót György, Bereck Máté, Tót Simon, Varga István, Palóci Antal, Tót Péter, Tamás kovács, Molnár Antalné, Gator László, Erdélyi Jakab, Mészáros András, Varga Miklós, Icsorka Lőrinc, Simon István, Rákóczi Gergely, Szabó Dénes, Varga Máté, Bíres András, Rác Albert, Dubi Albert, Filip Péter, Detki Márton, Márton kovács, Kis Tamás, Simon András, Pócs György, Miklós pap, Molnár Antal, Szántó Mátyás, Csehi Antal, Mogyorós János, Mátyás kovács, Pócs Márton, Gajdóc István, Szabó András, Soky Jakab, Szántó Benedek, Székely Péter, Szabó Gergely, Csomó Tamás, Szől Benedek, Molnár Demeter, Tót Tamásné, Tehányi Péter, Nagy András, Molnár András, Tar Lőrinc, Gardi Márton, Vécsei Jakab, Szabó György, Szabó Mátyás, Kun István, György Mátyás, Magyar János, Faggyas Miklós, Györgyi Benedek, Balázs Tamás, Lénárt János, Tót Sebestyén, Hajdú Gáspár, Csoma Mihály Szabó Ferenc, Kakócs Domonkos).
A tizenöt éves háború (1593–1606) első időszakában, 1598-ban 60 háznyi adóegységet számoltak össze az adórovók Forrón, és 1597-ben közel ennyi jobbágy adott gabonadézsmát: ekkor 58 helyi és 11 extraneus jobbágy 183 kalangya őszi és 82 kalangya tavaszi gabonát adott a tizedbe. A bordézsmánál pedig, Cserepes István bíróságában, 54 forrói és 20 (ináncsi, encsi, detki, téhányi, mérai, fancsali) extraneustól szedtek be a dézsmások összesen 35 köböl bort.
Forró termelési képességének jelentős romlásához a továbbiakban hozzájárult, hogy 1599-ben tatár csapatok pusztítottak a vidéken, ráadásul a felső-magyarországi főkapitányságra frissen kinevezett Giorgio Basta (1550–1607) a tatár hadak ellen az abaúji Méra mellett vonta össze csapatait, s az itt felállított tábor királyi katonasága is hozzájárult a csereháti falvak kifosztásához. Falujuk tatárok általi felégetéséről maguk a forrói jobbágyok vallottak az adószedőknek 1599-ben, így adót sem tudtak fizetni, de 1601-ben ismét adóképesek voltak 14 házzal mint adóegységgel. Ez az érték 1608-ra, a ház alapú adókivetés utolsó évére 7-re csökkent, 1609-ben pedig, amikor ismét a porta lett az adókivetés egysége, 2 portára becsülték Forrót. 1613-ban a helyi jobbágyok 2,5, a zsellérek 1,5 portát jelentettek az adónál, míg 1618-ban 4 jobbágyi és 2,5 zselléri portát vettek fel a jegyzékbe. Ez a viszonylag magas adóképesség a következő két évtizedben lassan csökkent, míg 1630-ban a jobbágyok után 1,5, a zsellérek után 1 portát számítottak az adórovók, és ez az érték maradt 1638-ban is. A rákövetkező évtizedekből nem ismeretesek a portális adó jegyzékei, 1696-ban az országos adóösszeírásban ¼ Fancsal portaszáma, ami az alacsony érték ellenére is jelzi, hogy a falu részben megőrizte integritását, nem pusztult el a 17. század második felében. 1698-ban az adórovók feljegyezték, hogy a forrói szőlőhegy 128 kapás nagyságú, és évente 2,5 urna bort termelhetnek rajta.
Az 1599. évi török pusztítás és a tizenöt éves háború egyéb megpróbáltatásai ellenére sem szűnt a termelés a 17. század eleji Forrón. 1606-ban, Szabó Jakab bírósága idején, már ismét 38 helyi és 29 extraneus jobbágy adott gabonatizedet, összesen 185 kalangyát, illetve 14 helyi és 8 extraneus teljesítette a bortizedet 13 köböllel. 1608-ban, amikor Selyebi Jakab és Csiger Mihály volt a bíró, 43 jobbágynak 142 helyi köböl, átszámítva: 87 egri köböl bor volt a dézsmamennyisége. 1612-ben alig változtak az értékek, és ismét Selyebi Jakab a bíró, amikor 44 jobbágy 42,5 egri köböl bordézsmát teljesített.
A 17. század további, egyébként is hézagosan fennmaradt dézsmalistáiról már hiányzik Forró, de az 1680-as–1690-es években készült kamarai birtokleltárak szerint a falu népessége, ha megfogyva is, de megmaradt. Bár a 17. század eleji termelés nem mérhető az előző évszázad magas értékeihez, Forró termelési képessége viszonylag épen maradt. Mint földesúri majorsággal rendelkező uradalmi központ, a Hernádon malommal, kiemelkedő gazdasági erőt képviselt. Bár lakosai jobbágyi státusúak voltak, a 17. század végére egy részük taxás, azaz a kötelezettségeket, sőt állami adót egy összegben lerovó kiváltságos személy lett.
1686-ban, amikor Bakay István (†1684) zálogbirtokos halála utána a tőle elkobzott jószágok végleg a kincstárhoz kerültek, a kamara összeíratta Forró falu jobbágyait is. Ekkor 30 egész jobbágytelket vettek fel a listára, s jóllehet mindegyik telekhez egy jobbágyot társítottak, 18 már deserta, azaz lakatlan ház és gazdaság volt, azaz egy emberöltő alatt a telkek 60%-a néptelenedett el. Az egész jobbágytelek után járó szántóföldekbe ekkor 5 köböl szemes gabonát lehetett egyszerre elvetni. Az egész gazdaság hanyatlását jelzi, hogy az egykor kétkövű malomnak ekkorra már csak egy köve járt.
Amikor Lucsánszky Boldizsár zálogbirtokos halála után 1691-ben a kamara felkínálta Szirmay Istvánnak Forrót, urbáriumot készített a faluról, az alábbiak szerint: telkes jobbágyok: Tőkési András (Tállyán lakik), Szőlősi Pál (2 fia), Ragó István, Tóth Mihály (meghalt a fiával együtt), Tekenős András fiai: György, István, Fülep Miklós (1 fiú), Nagy János, Gasi András, Lőrinc András, Szatyros Péter (meghalt a fiával együtt), Nagy György (meghalt, fia csavargó), Kis Mihály, Csigér Mihály a fivérével, Faragó István (1 fiú), Veres János (meghalt), Nagy Mihály, Cserepes István ispán, Picsorka Jakab (meghalt), fekete István, Balogh Mihály, Cserepes János (Csanáloson lakik), Kovács János, Olajos András (Liszkán lakik), Ács Mihály (2 fivérével), Balassa Bálint 6 éves fia az anyjával, Németh Mihály (meghalt), Mátyási Mihály (anyjával él Királyhelmecen), Kandó Pál mészáros (Ónodon lakik), Szőlős Mihály, Kovács Mihály, Zejda István és János (Devecserben szolgálnak), Magyar András (Baloggal egy kenyéren), Magyar Mátyás (Bényén lakik), Lengyel Pál (taxás), Veres Márton (Ináncson lakik), Szőcs János özvegye (kisfiával, Deteken szolgál), zsellérek: Kardos Pál, Kis Pál.
Az összeírásban szerepel 24 puszta telek is, amelyek még az egykori jobbágyok nevén voltak: Zajda János, Csorba András, Tekenős András, Bogoly-fekete András, Bodnár Miklós, Szatyros Péter, Varga János, Molnár János, Veres János, Kerekes Gergely, Erdélyi György, ifj. Varga János, Ács György, Varga András, Német Mihály, Szabó György, Mátyás János, Ragó István, Faris András, Kandó György, Varga Imre, Szabó Miklós, Mészáros Miihály, Szatyros Pál. Ezekhez járult 20 olyan puszta telek, amelyeknek már egykori gazdálkodóira sem emlékeztek, az összeírás szerint ezek a gyakori török pusztítások miatt néptelenedtek el véglegesen.
Az 1686. évi urbárium szerint tekintélyes majorsága volt Forrón a földesúrnak, de allodiális szántók már a 16. század közepén is voltak a településen. 1559 májusában, Serédi Gáspár birtoklása idején a birtokos regéci udvarbírája, Csoltay Pál arra utasította Forró bíráját és jobbágyait, hogy szántással kezdjék meg a 60 köböl vetőmag befogadására alkalmas szántóföld ugarlását, azaz bevetését. A 60 köböl vetőmagot egy nyomásba vetették, vagyis a majorsági földek ennek a háromszorosát tették ki 1559-ben, míg 1686-ban a 3 nyomásban művelt allodiális szántók összesen 90 köböl (nyomásonként 30 köböl) vetőmagot fogadtak be. A vetés, aratás robotmunkával történt, a további robotot az uraság rendelhette el. Kaszálók nem tartoztak a majorsághoz. 1686-ban a birtokost kilenced illette, ennek általános értéke 22 köböl szemes gabona volt egy évben, a borkilenced másfél köblöt tett ki. Szőlejük után az extraneusok is borral fizettek, birtokuk arányában, ráadásul egy negyedmérték zabot és egy tyúkot. Forrón uradalmi kocsma és mészárszék is volt, az utóbbi 120 font faggyút jövedelmezett.
A jobbágyoknak is szabad volt a kocsmáltatás, ezért fizették közösen évente az ún. Szent Márton-adóját, 20 forintot. Makktermő erdő, Szebenye-erdő néven, az uradalom szebenyepusztai részén volt, Forrón csak egy kiserdő volt a malomnál. A Hernádon járó uradalmi malomnak egykor 4 köve volt, és egykor sütőkemencéje is volt, de az összeírók a malmot már használhatatlan állapotban találták, igaz, a korongvas még ép volt benne. Forrón egykor kása- és kendertörő malom, ún. kölyű is volt. Garadna falu 1691-ben már teljesen puszta, és csak fél elhagyott jobbágytelket találtak benne, egykori lakója, Nagy Ambrus nevén. Garadna a 16. század végén még lakott jobbágyfalu volt, de a Kassához közeli település lakosai már akkor panaszolták kassai földesuraiknak, hogy a kóborló magyar és idegen katonák milyen sok kárt tesznek jószágaikban. 1597-ben a Göncön állomásozó császári katonaság zaklatásai miatt panaszkodtak a garadnaiak. A kassai országút mentén fekvő faluban 1630-ban vámhelyet is felállítottak, és a garadnai lakosok az 1630-as években palánkkerítést húztak falujuk köré, így próbáltak megvédeni magukat.
Forró, bár rendelkezett mezővárosi jogállással, nem volt választott testülete, tanácsa, csak falusi bírája, mindenképpen kiemelkedett a környező falvak közül. Uradalmi faluként igazgatása Kassán az ún. gróftiszt feladata volt, ő járt el a falvak jobbágyságának ügyeiben és képviselte ügyüket a kassai tanács előtt. Forrón, illetve az uradalomban a kassai uraság helyszíni képviselője a Forrón jobbágytelekkel és jobbágyi státussal bíró ispán volt. A bíró, aki helyi rendszabályt is alkothatott, egymaga képviselte a falunak mind a helyi igazgatását, mind jogszolgáltatását, de mindig a faluközösség tudtával és beleegyezésével. Helyi ügyekben a bíró ítéletet mondhatott, a falu jobbágyai előtte intézhették ingatlan-adásvételüket (főként a jobbágytelektől független szőlőügyeket), ezekről pecsétes dokumentumot is kiállított.
A forraiak, a mezővárosok írásbeliségének mintájára, ún. falukönyvet is vezettek a 16. század második felében, ebbe az ingatlanügyeket is bevezették, a falukönyv azonban a 16. század végén a tatár pusztítás miatt elveszett, és 1601-ben új falukönyv bevezetésére kérték a kassai urak engedélyét. A falukönyvbe való bejegyzést, jegyző híján, a helyi iskolamester végezte, 6 dénár díjazás ellenében. Ha a falu könyvéből, mint egyfajta jegyzőkönyvből vagy másolati könyvből valaki kikerestetett egy korábbi bejegyzést, 2 dénárt kellett fizetnie. 1601-ben a forrói bíró és jobbágyi közösség kérelemmel fordult földesuraihoz, a kassai tanács tagjaihoz, amelyben lejegyezte a falu 16. században kialakult rendtartását, az ún. „forrói törvényeket (Leges Forraienses)”.
A forrói bíró első fokon ítélkezhetett a helyi peres ügyekben, ezért a pernyertesnek még az ítélethirdetés napján 1 dénárt kellett fizetnie, késedelem esetén 12 dénárt. Másodfokon a kassai tanácshoz fordulhattak a forrói jobbágyok, a tanács ítéletét azonban Forrón a bíró előtt három napon belül be kellett mutatni, ennek elmulasztása esetén magas pénzbüntetést, 1 forintot róttak ki, de azt is büntették, aki a helyi bírón átlépve, egyenesen a kassaiakhoz fordult, ha a forrói földjétől el akart tiltani valakit. A helyi jobbágy egy extraneus jobbágy helyi ingatlanára is benyújthatott tiltást, ekkor az idegennek a forrói bíró előtt meg kellett jelennie. A bíró kötelessége volt a szántóföld és szőlőbirtokok kimérése, a határok megállapítása, ezért az illetékes felektől 40-40 dénárt kért.
A bíró felügyelt a közösség nevében a paraszti termelésre is, az őszi búzához Szent Jakab-napig (július 25.) el kellett végezni a szántást, később csak bírói engedéllyel tehették meg. A bírónál jelenthették be a jobbágyok, ha egy szőlőörökséget jogtalannak tartottak, de csak Szent Gergely-napig (március 12.), legközelebb csak a következő évben tehették meg. Az ingatlanforgalom dokumentálásáért a vevőnek az érték minden forintja után 1 icce bort kellett adnia a bírónak, illetve ún. tudománypohárként (egyfajta áldomás fejében) egy pint bort, a bíró csak ezután hirdette ki az adásvétel érvényességét. Ha írásban is rögzítették az ingatlanforgalmat, az oklevél megírásáért 12 dénár járt a tanítónak, illetve 4 dénár a bírónak, mert a falu pecsétjét ráütötte. A bíró még a jobbágyi robot ügyében is eljárhatott, az országút mentén fekvő Forró lakosainak kötelessége volt a „hatalmasok”, azaz a hivatali elit továbbutazásához lovat adni. Ha a soros jobbágy nem volt elérhető, a bíró jelölt ki egy másik forrói lakost helyette, 1 forint pénzbüntetés terhe mellett.
A török korban jobbágyi kötelezettség volt az ún. gratuitus labor, azaz az országgyűlés által elrendelt és az illetékes vármegyében lévő végvárak erődítését célzó ingyenmunka, a forróiakat azonban a vármegye felmentette a kötelezettség alól, helyette Forró jobbágyait Kassa erődítéséhez rendelték. Azon túl, hogy Abaúj vármegye többször tartotta itt közgyűlését, a falu kivételes helyzete abban is megmutatkozott, hogy az 1630-as–1640-es években, amikor megnőtt a török portyák, pusztítások veszélye, a vármegye Forrón állomásoztatta a vidék védelmére rendelt és a portaszám arányában a jobbágyok, taxások és a nemesek által fizetett ún. vármegyei bérkatonaságot, helyőrséget, nemegyszer 100 lovas vagy gyalogos katonát, esetenként többet is. Bár a legtöbb csereháti település az egri törökök 1640. évi Gagy-völgyi hódoltató pusztítása után meghódolt török urának, Forrónak nem lett oszmán földesura, talán éppen az ott elhelyezett vármegyei haderő védte meg a falut.
Forró lakosai, a borsodi és abaúji régió legtöbb településéhez hasonlóan, a 16. század második felében a reformáció hívei lettek. A falu egyháza az 1567. évi debreceni zsinaton a helvét hitvallást aláíró abaúji, más néven kassavölgyi református seniorátushoz (esperességhez) tartozott, amely a 16. század végén egyesült a tornai egyházakkal, és ettől kezdve abaúj-tornai egyházmegyeként működött. Forró vallásos közössége, gyülekezete anyaegyház volt, leányegyházai: Fancsal és Devecser. Az anyaegyházban református iskola is volt. Első ismert lelkésze Alattyáni Mózes volt 1585–1586-ban, a következő évben pedig Athinai Simon lett a forrói református prédikátor. 1594–1596 között Tállyai Turóc Márton a forrói lelkész, 1606-ban pedig Dali János, később Szántai Balázs (1608), Salánki Mihály (1610–1613), Thuri István (1619–1620), Palóci Balázs (1620), Szentmargitai Mihály (1621) és Apáti György (1623) szolgált a forrói református anyaegyházban és leányegyházaiban. 1645-ból ismert a rektor neve is: Szőlledi János.
A 17. század elején Forrón a lelkésznek szántóföldjei voltak mind a 3 nyomásban, a Tanornok nevű nyomásban 3 kötél, az Oskolaszerben és a Fancsal völgyében is 3-3 kötél, de kaszálót is kapott a faluban. A forrói református hívek helyi tizedet fizettek a papjuknak. Minden olyan, akinek 10 kalangya vagy több búzája termett, egy 32 kévés kalangyát adott, akinek kevesebb termett, 16 kévével tartozott vagy fél köböl búzával. A falu 1 hordó borral is szolgált évente. A kamara által szedett egyházi tizedből oktáva, azaz nyolcadrész járt a helyi lelkésznek. Az esketés után nem fizettek a helyiek, csak a vármegyén kívüliek, ha nem hozták magukkal lelkészüket, a forrói papnak 40 dénárt fizettek. A keresztelés díja: egy kenyér, egy tyúk és ún. komapénz, amelyből 1 dénárt a szertartáson segédkező tanító kapott meg. A temetés díja egy ebéd vagy 12 dénár, a tanítót ennek a fele illette. Az úrvacsorai alkalmakhoz családonként egy pint borral járultak hozzá a hívek, és a három főünnepen, azaz karácsonykor, húsvétkor és pünkösd alkalmával a lelkész asztalára is 1 pint bort hoztak. A tanítót családonként fél köböl búzával és fél köböl borral díjazták, vagy 15 dénárt adtak.
Forrón a középkori eredetű kőtemplomot használták a reformátusok a 16–17. században. A templomot Forró református hívei 1591-ben felújították, és ennek emlékére táblát is elhelyeztek a külső falán, amely a 18. században még látható volt. A katolikus egyházhoz visszakerült forrói plébánia 1769. évi egyházlátogatási jegyzőkönyvébe fel is jegyezték a szövegét: JAC: ROS: Mo: EA: PRI: SECUND:D.9. MICHA: GOMBOS PASTORIS Mo: AL: VA: KE: QUI REPAR: TEMP: HOC AŇO Do: 1591 Tempore JUD CCicis PR: JA: SEL: GR: PA: COLE IO. KO: JUR VABOR: ST: SI: NI VTO: CE.
A 17. század végén megmaradt Forró mint uradalmi falu társadalmának kettőssége: egyrészt a kassai urak jobbágyai voltak, másrészt taxás nemesek. 1691-ben a kamara listát készített az ekkor fiskális jószágként kezelt Forró taxásairól: Gazsi András, Filep Miklós, Nagy János, Kovács Mihály, Lőrinc András, Kandó György, Petrik György, Tót János, Csiger Mihály, János István, Faragó István, Balog István, Fekete István, Balog Mihály, Kovács János, Ragó István, Cserepes István, Szatyros Mihály, Zajda István. Az 1696. évi országos összeírásban pedig a telkes jobbágyokat írták össze: Nagy Mihály bíró, Tót János, Szőllősi János, Petrik János, Faragó István, Lőrinc András, Lengyel Pál, Csiger Mihály, Fekete István, Horvát Mihály, Szatyros Mihály. Általában 9,5 köblös szántófölddel rendelkeztek, ketten közülük 9 és 10 köblös szántóval, feltehetően ők voltak az egytelkesek, de telki gazdálkodásból kiszorult zsellérek is éltek Forrón: Szőllősi Pál és egy János nevű jobbágy özvegye.
A Magyar Királyság török kor utáni első alapos, de hibáktól nem mentes országos jellegű összeírását (regnicolaris conscriptio) törvényben rendelték el 1715-ben, célja a magyar települések adóképességének és adózó népességének felmérése volt. Az 1715. évi összeírás szerint Forrón csak egyetlen telkes jobbágy gazdálkodott: Fekete István, mellette egy zsellér (Csiger István) és egy taxás (Lakatos György) szerepelt a listán. Forrón ekkor csak extraneus, vagyis máshol lakó szőlősgazdáknak volt szőleje: Tót György (Alsóméra), Tót Miklós (Csobád), Korompak János, Mikó István és Miklós Mihály (Devecser), Faragó István (Beret). Forrón háromnyomásos szántóföldi gazdálkodás folyik, a jó termőképességű szántóföldön az őszi búza terméshozama ötszörös, a tavaszié hatszoros, a falu rétje minden emberkaszáló után 1 kocsi szénát terem, 1 emberkapáló nagyságú szőlőről 1 csöbör bort szüretelhetnek. A falu legelője elegendő, a forróiak terményüket a négy mérföldre fekvő Kassán adhatják el, négy igaerővel művelik.
Bél Mátyás 1730-as évek elején készült és a 21. századig kéziratban maradt, Abaúj vármegyét latin nyelven leíró monográfiájában Forrót hanyatló, megfogyatkozott népességű falunak jellemzi, Szebenyét pedig már pusztaként írja le: „Forró falut egykor sokan népesítették be, mára azonban szinte teljesen pusztasággá lett. A falut széles szántóföld övezi, amely termékeny is, valamint bőséges szénatermő rétek. Szőleje is kiváló termést ad, ugyanis extraneusok művelik, szorgalmasan. A kassaiak földesúri joghatósága alá tartozik, jelenleg azonban nem ők az urai, hanem Szirmay Istvánnál van zálogban, aki készpénzt fizetett a kassaiaknak érte. […] 28. Szebenye Fulókérccsel határos, a faluhoz kelet felől csatlakozik. Szebenye már elhagyatott hely, szántóföldjeit, művelés híján, elfoglalta az erdő. Területe nagyrészt bokros-ligetes, kétfelől völgy övezi, a falu a völgy bejáratára települt, oldalával a fájiak területének határvonala mentén terjed ki észak felé. Szebenye a kassaiak örökletes birtoka.”

### 18. század
A II. József korában végrehajtott első, a mai gyakorlatnak több tekintetben megfelelő népszámlálás időszakában (1785-ben) 918 fő volt a tényleges népessége, amely 1828-ra 1439-re gyarapodott. Ezalatt a település fizikai kiterjedése is jelentősen bővült: a házak száma123-ról 193-ra nőtt. Fényes Elek 1850-ben megjelent Geographiai szótára 1200 fős népességet ad meg, ám ez minden bizonnyal becsült (kerekített) érték, így nem feltétlenül vonható le a következtetés, hogy a reformkorban visszaesett a népességszám. Az 1828-as országos adóösszeírás idején 201 személy után kellett adót fizetni a a mezővárosban.
Már 1715-ben lakottnak minősült (négy jobbággyal), és volt 6 extraneus – tehát nem helyben lakó – telekbirtokosa is. Az 1760-as évek végén végrehajtott úrbéri összeírás idején 50 jobbágyot, 13 házas és 5 házatlan zsellért vettek jegyzéke Forrón, nem sokkal később, a józsefi népszámlálás adatsora szerint viszont a 48 jobbágy és 115 zsellér, valamint családjuk alkotta a település földműves lakosságát. Mindezek alapján úgy tűnik, hogy 18. században Forró volt a járás legnagyobb, legnépesebb települése. A zsellérek a jobbágyokhoz képest számított arányának megnövekedése egybeesik az országos tendenciával, miután az újabb jobbágytelkek kialakítása mind nehezebbé vált a 18. század végén. Határának termőképességet Korabinszky jónak, Vályi András gazdagként írja le, utóbbi elsőosztályúnak minősíti.
Forró egyik társadalmi sajátossága, hogy a térségben egyedüliként felekezetileg homogénnek mutatják a források, amennyiben nem csupán izraelita, de protestáns lakosai sincsenek, egyedül katolikusok. Etnikai szempontból szlováknak, illetve Vályi vegyesen magyar és „tótnak” számított. Egyházközsége az egri püspökség, majd érsekség alá tartozott, ma ismert első anyakönyvét 1730 óta vezették.
Forró volt ebben az időszakban a járás egyetlen mezővárosa, földesura pedig Kassa szabad királyi város. A szabad királyi városok földesúri szerepe a korszakban nem meglepő, ám közülük Kassa kiemelkedett azzal, hogy különlegesen sok (16 település volt a birtokában, és azokon 471 jobbágy), és közöttük éppen Forró volt a legnépesebb. Nagysága és a közeli Kassához fűződő viszonya lehet részben a magyarázat arra, hogy több tekintetben is központi szerepet töltött be a térségben: Nagy Lajos a mezőváros piachelyi szerepét és a helyben működő postahivatalt említi meg. Az 1828. évben végrehajtott országos összeírás időszakában itt tevékenykedő három kézműves (1-1 csizmadia, kerékgyártó és egy a mészárszéket is bérlő mészáros) szintén kiemeli Forrót a környék tisztán agrár gazdasági profiljából. Ugyanebből a forrásból azt is tudjuk, hogy fogadó is működött helyben és hogy minden adózó háztartáshoz szőlőföld is tartozott. II. József népszámlálása idején egyetlen nemest sem regisztráltak.

### 19. század
A Cserehát régi mezővárosát, Forrót az 1870-es évek elején a kisközségek közé sorolták, bár a népessége meghaladta a környező falvak néhány száz fős lélekszámát (1850-ben 1338 fő, 1880-ban 1383 fő, 1900-ban 1304 fő). A születések aránya 1900 és 1910 között 35,6‰, a halálozásoké 23,2‰, a természetes szaporodásból adódó növekedés 156 fő, viszont ebben az évtizedben körülbelül 180–190 fő költözött el a településről, illetve vándorolt ki az Egyesült Államokba. (A külföldön távol lévők száma 1900-ban 170 fő, a lakosság 13%-a.) A kivándorlók aránya nem alacsonyabb a kedvezőtlenebb gazdasági helyzetű falvakénál, ezért a migráció okai között a vándorláson alapuló életformák hagyományait, az információs-kommunikációs csatornákat, valamint az egyéni vállalkozókészséget is feltételeznünk kell.
Forróra a 17–18. században nagy létszámú szlovák (tót) lakosságot telepítettek, akiknek a magyarosodását nehéz pontosan nyomon követni. Fényes Elek 1851-ben a települést termékeny szántóföldű és „jó bort adó tót mezővárosnak” nevezte, 1880-ban a „tót” anyanyelvűek száma 987 fő (a lakosság 71%-a), a németeké (akiket a Galíciából származó zsidókkal azonosíthatunk) 46 fő (3%), a magyaroké 280 fő (20%). Az 1900-as népszámlálás viszont már 1244 magyar és mindössze 56 „tót” anyanyelvű lakost regisztrált. A nyelvváltásban minden bizonnyal szerepe volt a „magyarság és az államiság fejlesztését” támogató katolikus egyháznak (a lelkészeknek) és a népoktatásnak is. Bubics Zsigmond kassai püspök Forrót 1896-ban „teljesen magyar” plébániának minősítette (a római katolikusok aránya 1900-ban 90%, a görögkatolikusoké 1%, az izraelitáké 6%), és a római katolikus elemi iskolát 1902-ben államosították, ami a hatékonyabb „magyar nemzeti népnevelést” célozta. (A Néptanítók Lapja ebben az évben a lakosság anyanyelvét „vegyesnek” nevezte.)
A település földhasznosítása a 19. század második felében lényegesen átalakult. Már az 1860-as években magas a szántók részesedése (1933 kataszteri hold, a határ 62%-a), ami 1895-ig tovább növekedett (3149 hold, 91%), a rétek és a legelők területe viszont minimálisra zsugorodott (összesen 18 hold), a szőlőket pedig (1865-ben 141 hold) az 1880-as években terjedő filoxéra-járvány tette tönkre. Forrón tehát szinte minden területet gabonatermelésre fordítottak, amit a Kassa–Miskolc vasútvonal átadásával kedvezőbbé váló piaci lehetőségek is ösztönöztek (Forró-Encs 1860-ban kapott megállóhelyet).
A népesség foglalkozási megoszlásáról az 1900-ban készült statisztika tájékoztat. A mezőgazdaságban dolgozók száma 1061 fő (81%), az 5 és 100 hold közötti kisbirtokosoké 127, az 5 hold alatti kisbirtokos-napszámosoké 74 fő (a segítő családtagokkal és az eltartottakkal együtt 684 fő). Az egyetlen nagyobb, 2000 holdas birtokkal a régi földesúr, Kassa város rendelkezett, amit Hajós Emil bérelt, a pauperizációt viszont a földnélküli mezőgazdasági munkások és cselédek magas száma jelzi (377 fő). A kispolgárságot a segéd nélkül vagy az 1-2 segéddel dolgozó iparosok és kereskedők: kovácsok, asztalosok, cipészek, mészárosok, kocsmárosok és szatócsok alkották (családtagokkal együtt 159 fő), közülük a Kassa tulajdonában lévő malmot megvásároló Kurucz Lajost, valamint a kötött-, szövött- és rövidáru üzlet tulajdonosát, Selymes Nándort emelhetjük ki. Az értelmiség szűk csoportjába a jegyző, a lelkészek és a tanítók tartoztak.

### 20–21. század

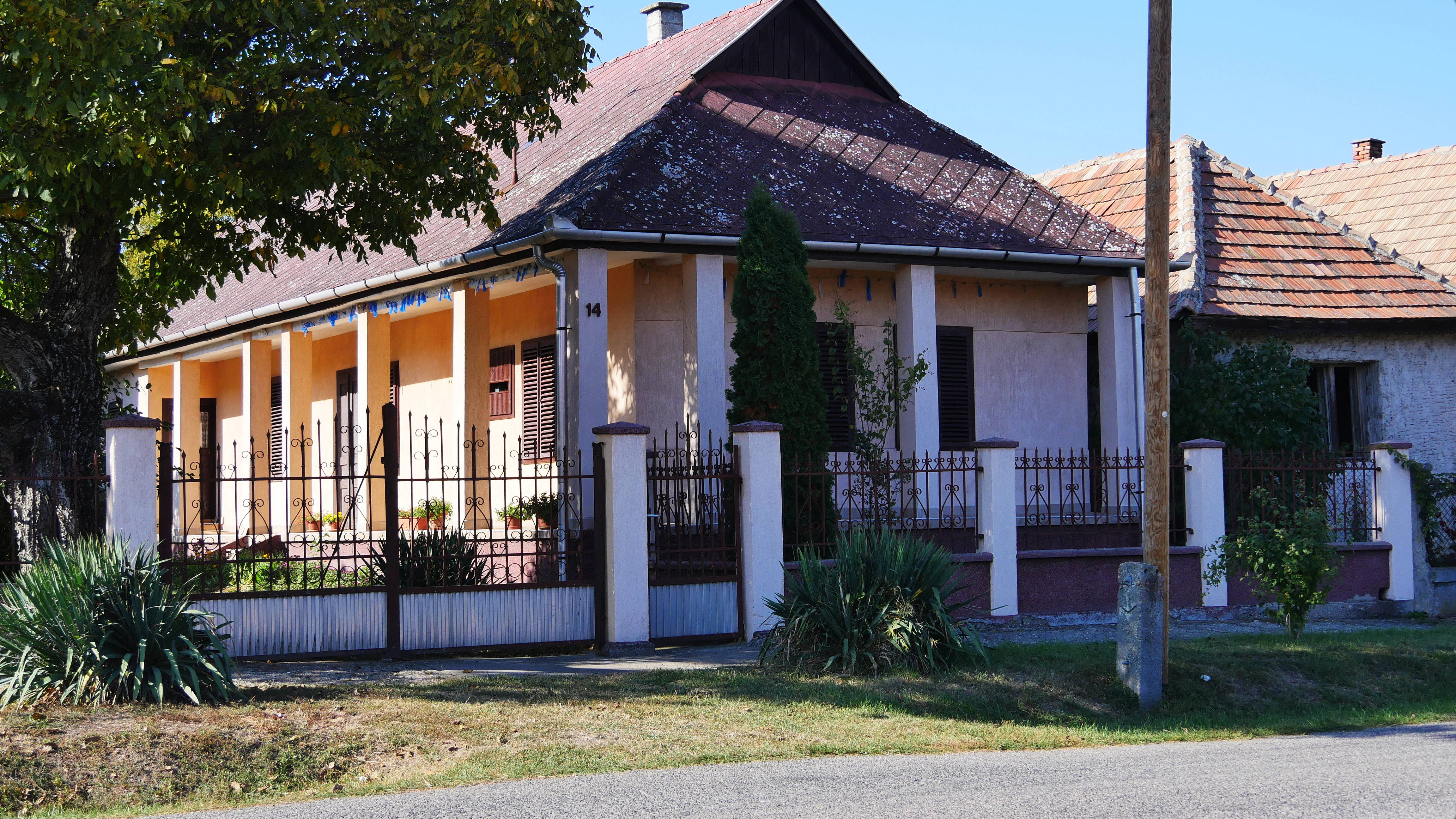
Hagyományos lakóház Forrón

Forró 1910-ben Abaúj-Torna vármegye Szikszói járásához tartozott. A kisközség 3423 kat. holdon (= 1970 hektár) terült el, lakóinak száma 1281 volt. A túlnyomórészt magyar anyanyelvű népességgel rendelkező községben 34 tót, 2 rutén és 1 német ajkú lakos élt. Vallási téren megkérdőjelezhetetlen római katolikus dominancia volt jellemző, a közösség 1104 hívet számlált. A második legnépesebb, mégis mindössze 68 főből álló felekezet az izraelita volt (Forró anyahitközségi ranggal bírt), majd következtek a reformátusok 61, a görögkatolikusok 45 és az evangélikusok 3 hívővel. A 20. század elején pusztító filoxéravész nagy károkat okozott az eladdig híres forrói bort adó szőlőterületekben, a település adottságainak következményeként a lakosság jelentős többsége mégis megmaradt a mezőgazdaságban. Ez a tendencia a szocializmus idején változott meg, s 1960-ban az ipar eltartóképessége meghaladta a mezőgazdaságét.
Forró már az első világháborút megelőzően rendelkezett kéttantermes iskolával, ami 1902-ben bekövetkezett államosítása előtt egyházi fenntartásban volt. Három évvel később egy másik, háromtantermes intézmény is épült a faluban. 1903-ban Láczay József tanító kezdeményezésére Hangya szövetkezet alakult, mely 1921-ben 1,75 millió koronás forgalmat bonyolított. 1913-ban felújították a templomtornyot, az 1920-as években pedig két új harangot kapott a római katolikus templom. A község határának kétharmadát a kassai uradalom birtokolta. A lakosság kb. 40%-a kisbirtokos volt, 25%-a zsellér és 30%-a nincstelen. A kisiparosok, kereskedők és értelmiségiek aránya mindössze 5%-ot tett ki. A mintegy 300 főnyi cigányság az uradalom napszámosaként, pásztorként, vagy a téglagyártó üzemben dolgozott, és kosárfonással, seprűkészítéssel, vagy cigánybandák alakításával (pl. Zolti Pali zenekara) egészítette ki jövedelmét.
Az 1914-ben kezdődő első világháborúból Forró lakossága is kivette a részét. A hadkötelezettek közül 12 fő hősi halált halt és legalább kétszer annyian megsebesültek. Balázs István, Czernai Pál, Ivankó János, Konecsni György, Montvajszki János, Spisák Imre, Szentiványi Ferenc, Szőke József, Tóth János, Tőkészki János, Tőkészki Bertalan és Tóth Lajos a harcok áldozatai lettek. A háború végén bekövetkező külföldi intervenció sem kímélte Forrót, a község cseh megszállás alá került. Több férfit a csehek elhurcoltak, másokat a románok megbotoztak. A gazdasági helyzet is romlott, minek hatására ismét megélénkült az Amerikába irányuló kivándorlás.
A trianoni békeszerződés közigazgatási változásai következtében Forró az Encsi járás része lett. A háborús évek ellenére a település lélekszáma 1920-ra 1 344 főre emelkedett. Nőtt az itt élő tótok száma is 53-ra, a 2 német és 1 egyéb anyanyelvűként regisztrált lakó, valamint a magyar anyanyelvű többség mellett. Más vonatkozásban Trianon nem hozott lényegi változást: az 1 155 fős római katolikusság megőrizte dominanciáját. Mellettük 69 fő izraelita vallású volt, 62 fő református, 47 fő görögkatolikus és 11 fő evangélikus. 1941-re még tovább, 1 508-ra nőtt Forró népessége, melyből mindössze 4-en határozták meg magukat szlovák és 1 fő egyéb anyanyelvűként. A továbbra is megkérdőjelezhetetlen római katolikus (1 384 fő) fölény mellett 46-ra csökkent az izraeliták, 28-ra a reformátusok és 5-re az evangélikusok száma, míg a 45 fős görögkatolikusoké nagyjából változatlan maradt.
A világháborúk közötti periódusban fontos változás állt be Forró birtokviszonyaiban. Az addig kegyúri jogokat gyakorló Kassa birtoka 1925-ben átmenetileg Gróf Csáky István tulajdonába került, ő azonban már 1927-ben eladta a területet Egry Ferenc harangöntőnek, s 1941-re teljessé vált az uradalom felszámolásának folyamata. A korszakban Fraenkel Marcel volt még jelen a községben nagybérlőként több mint 1 000 holdas bérleményével, valamint gróf Tisza Györgyné rendelkezett 1 000 holdas nagybirtokkal. Forró jelentősen fejlettebb volt a környező vidéknél. Ezt bizonyítja, hogy volt saját orvosa, gyógyszertára és – igaz Enccsel közös – vasútállomása is, továbbá országos vásároknak adott otthont. Az 1930-as években a római katolikus templom mellett zsinagóga is állt a községben, s 1934-ben elkezdődött a falu villamosítása.
A békés fejlődésnek a második világháború kitörése vetett véget. A frontra vezényelt katonák közül sokan hadifogságba estek és esetenként csak évek múlva térhettek haza, míg 36-an sosem látták viszont szülőföldjüket. Hősi halált halt Balogh Dezső, Balázs András, Balogh Pál, Balogh János, Cservenyiczki Gábor, Gottfried István, Gergely Ferenc, Gergely István, Halmi István, Hancsák Miklós, Jantkó Endre, Jantkó Mihály, Köteles Ferenc, Konecsni István, Maczó György, Madácsi Bertalan, Miklós Ferenc, Madácsi József, Novák István, Nyitrai Ernő, Ország Béla, Pereszlai Gábor, Pereszlai Endre, Ruszin Ferenc, Szakálos Mihály, Szobó István, Szőke János, Szemán Elek, Szakálos István, Sztrik Ferenc, Tirpák István, Takács Endre, Varga József, Varga Emil, Grega Gábor és Ignác József. A vészkorszak idején a veszteségek az elhurcolt zsidó lakosok számával növekedtek. Az áldozatok között volt Kohn Izsák anyakönyvvezető rabbi, Kohn Izsákné, Kohn Márton, Kohn Rézele, Berger Sámuel, Berger Sámuelné, Berger Rezsin, Berger Gyula, Fried Mór, Fried Mórné, Fried László, Fried Márta, Herskovics József, Herskovics Józsefné, Pollák Hermann, Pollák Hermanné, Pollák József, Pollák László, Pollák Andor, Selymes Nándor hitközségi elnök, Selymes Nándorné, Schwarz Lina, Schwarz László, Schwarz Irén, Treuhaft Mártonné, Treuhaft Ármin, Treuhaft Márta, Treuhaft Irén, Weisz Lajos, Weisz Lajosné, Weisz Géza, Weisz Károly, Weisz Béla, Weisz Lili, Weisz Tibor és Weisz Oszkár.

Forró számára 1944. december 16-án, a község elfoglalásáért folytatott két hétig tartó küzdelem után, román egységek érkezésével ért véget a második világháború. 1949-ben, a háború utáni első népszámlálás szerint az itt élők száma 1 575 volt. 94,1%-os jelenlétével a római katolikus egyház szinte kizárólagossá vált a településen. A görögkatolikusok 3,7%-ban, a reformátusok 2,0%-ban, míg az evangélikusok és izraeliták egyenként 0,1%-ban képviseltették magukat. Forró népességgyarapodása a szocializmus évtizedeiben is folytatódott, az 1990. évi népszámlálás idején 2 195 fős volt a lakónépesség.

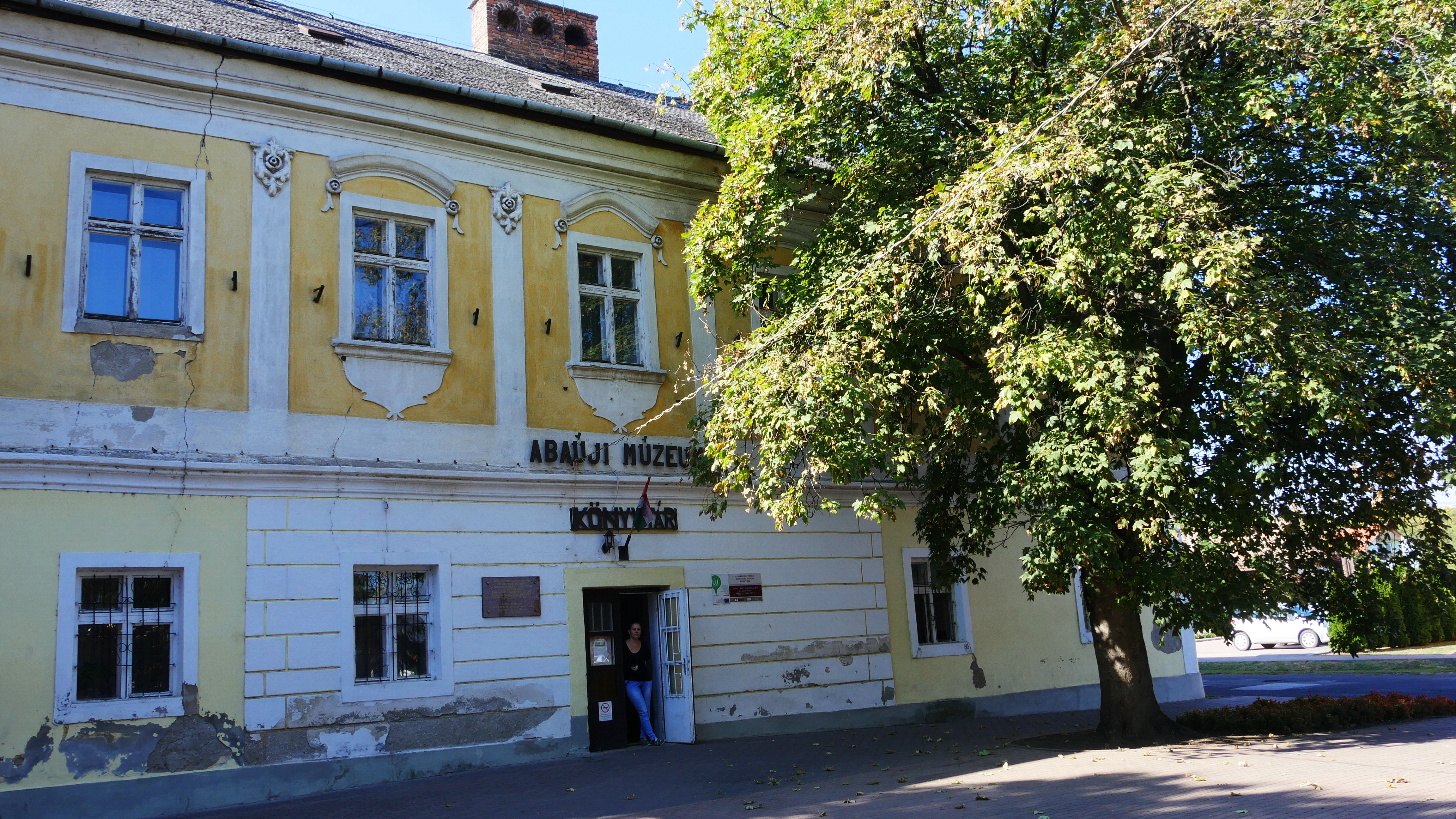
A volt Kakas fogadó épületében jelenleg az Abaúji Múzeum található

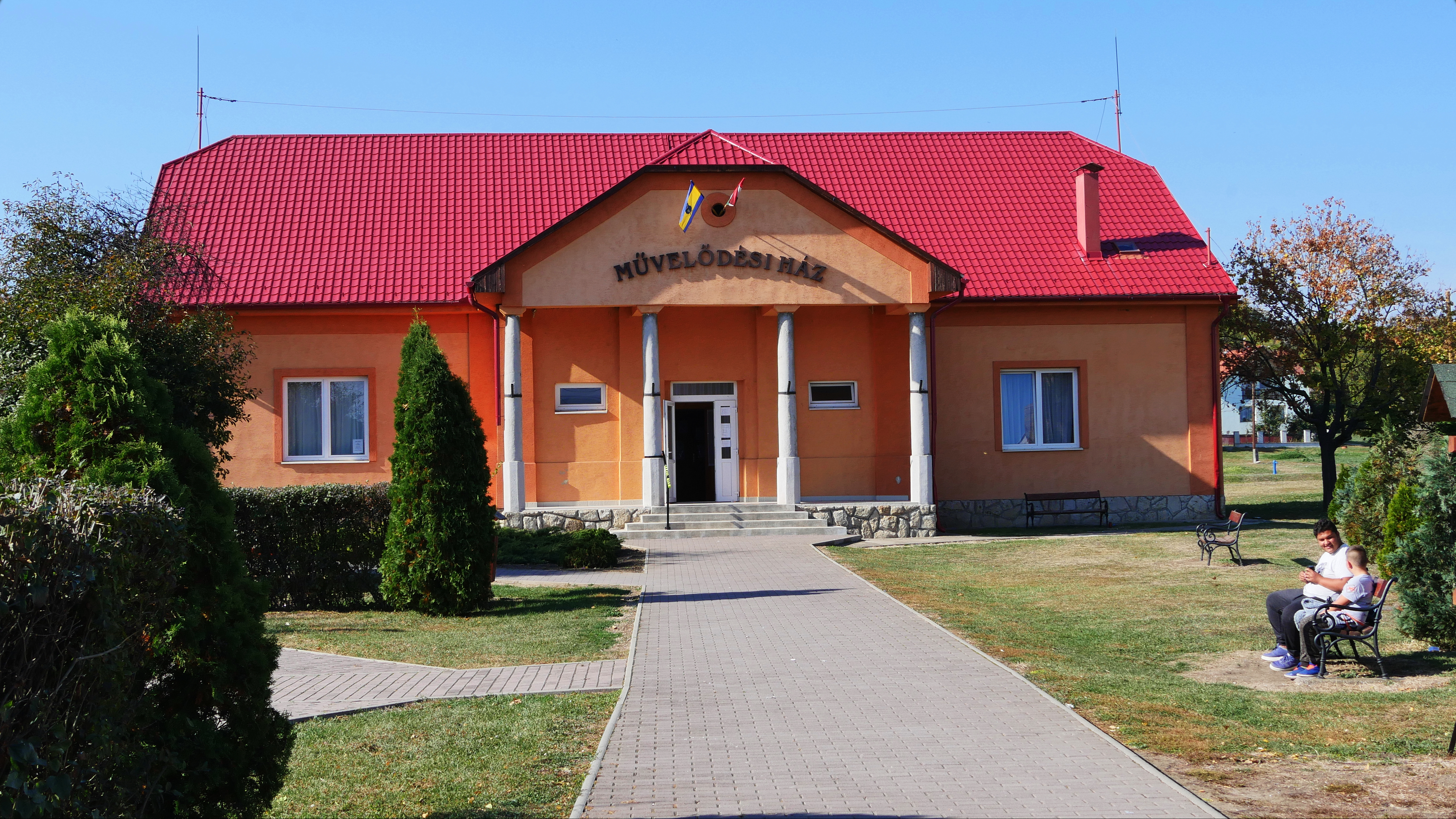
Művelődési ház

A második világháború utáni változások korán éreztették hatásukat a településen. 1945 márciusában helyi pártszervezetek alakultak, létrejött a polgárőrség és a községi Földigénylő Bizottság, utóbbi Szakálos Gábor elnökletével. Problémát jelentett, hogy mivel az uradalom ekkorra felszámolódott, kevés volt a felosztható föld. Annak érdekében, hogy legalább átlag 2 kat. holdat tudjanak biztosítani az igénylők számára, a szomszédos Fancsal urasági birtokának egy részét is igénybe vették. A gazdálkodás azonban az új földtulajdonosok számára kevéssé volt sikeres, s ezen sokáig a szövetkezetesítés sem segített.
A szocialista átalakulás jegyében 1949. október 1-én alakult meg az Új Világ TSzcs Soltész Mihályné elnökletével, a helyi tanács pedig 1950. október 22-én. A vb elnöke Szemán István, titkára Gál József lett. 1956-ban újabb termelőszövetkezet szerveződött Aranykalász néven, de ez az 1956. októberi forradalom eseményei folytán fel is oszlott, s csak 1959-ben alakult újjá. Ugyanakkor létrejött egy harmadik téesz is Zöldmező néven. A három termelőszövetkezet 1960-ban egyesült Új Világ elnevezéssel, majd ez 1979-ben csatlakozott Encs és Méra téeszeihez. Ekkor indult meg Forrón a szeder-, málna- és baracktermesztés, valamint létrejött az Abaújtej Közös Vállalat. A szövetkezetesítés azonban nem csak a mezőgazdaságot, hanem a pénzügyi életet és az ipart is érintette. 1958-ban alakult meg a Forró és Vidéke Takarékszövetkezet, 1959-ben pedig a Forró és Vidéke Vegyesipari KTSz.
1956-ban a forradalom hírére október 27-én tartottak felvonulást és 11 tagú munkástanácsot választottak, melynek vezetője valószínűleg Szemán Lajos ácssegéd lett. Az új testület ugyan nem vette át a község vezetését, vagyis továbbra is tanácsi irányítás alatt maradt, de az egykori földtulajdonosok visszafoglalták a tagosítás előtti földjeiket, s 1957 januárjában az Aranykalász téesz kérelmezte feloszlatását. Ezzel egyidejűleg Krupár Endre 14 taggal megalakította az MSZMP helyi szervezetét, s bár később úgy értékelte, hogy Forró „lakóinak magatartását a higgadtság jellemezte,” többeket ellenforradalmi tevékenységgel vádolt, köztük Gável Géza papot, aki az események közepette hálaadó istentiszteletet tartott.
A szocializmus idején Forró szépen fejlődött. 1949-ben óvoda, 1952-ben bölcsőde, 1958–1959-ben kultúrház, 1960-ban új négytantermes, majd 1984-ben nyolctantermes iskola, 1986-ban pedig tornaterem létesült. Járdahálózat és új, aszfalt burkolatú utcák, autóbusz állomás, könyvtár, futballpálya, Öregek Napközi Otthona, új posta és ravatalozó is épült. 1968-ban teljes felújításra került az 1944-ben elhurcolt hitközségi elnök Selymes Nándor és családjának otthont adó épület, az egykori híres vendégfogadó (Kakas Csárda), melyben ma az Abaúji Múzeum és Könyvtár működik.
A második világháború utáni változások közigazgatási átszervezéssel is jártak, minek eredményeképpen 1950-től Forró Borsod-Abaúj-Zemplén megye Encsi járásába sorolódott. A település körjegyzőségi székhely maradt, a Forrói körjegyzőséghez tartozott Abaújdevecserés Fancsal is. 1966. szeptember 30-tól Fancsallal Forró központú községi közös tanács létesült, melyet 1984. január 1-től Encs városkörnyéki községévé nyilvánították. 1990-ben a rendszerváltás következményeként új önkormányzat alakult, a polgármester a korábbi tanácselnök, Gottfried József lett. Végül 1991. január 1-én Forró és Fancsal községekből újjáalakult a Forrói körjegyzőség.
A szocializmusban jellemző népességgyarapodás a rendszerváltást követően is folytatódott, 2020. január 1-én 2 606 fős volt Forró lakónépessége. A 2011. évi népszámlálás alkalmával a lakosság 92,2%-ban magyarnak, 37,5%-ban cigánynak, 0,1%-ban németnek, 0,2%-ban szlováknak, 0,4%-ban ukránnak, 0,2%-ban egyéb nemzetiségűnek vallotta magát, míg a megkérdezettek 7,5%-a nem kívánt válaszolni. Vallását tekintve a lakosság 78,8%-a volt római katolikus, 4,3%-a református, 3,9%-a görögkatolikus, 0,4%-a evangélikus, 0,6%-a pedig egyéb felekezetű. Szintén 0,6% volt azoknak az aránya, akik felekezeten kívüliként határozták meg magukat, 11,5% pedig nem élt a válaszadás lehetőségével.
Forró lakosságszerkezete napjainkban optimális, de folyamatos az elvándorlás és az aktív korúak között magas a munkanélküliek aránya. Bár sok fiatal Miskolcon, a Bosch gyárában dolgozik, jelentős a közfoglalkoztatás. A településen önálló háziorvosi rendelő működik, és biztosított a fog- és gyermekorvosi ellátás, szakorvosi ellátásra azonban Encsen van lehetőség. A legközelebbi kórház Szikszón, mintegy 20 km-re, vasútállomás Encsen, 4,2 km-re található. Forrón óvoda és iskola működik, mely intézmények fogadják a környékbeli kistelepülések gyermekeit is. A község jelentős eseménye a 2003-tól évente megrendezésre kerülő Szeder Fesztivál. Forró helyi központú közös önkormányzati hivatalt tart fenn Fancsallal. A községben roma nemzetiségi önkormányzat működik.

## Közélete

### Polgármesterei
- 1990–1994: Gottfried József (független)[110]
- 1994–1996: Gottfried József (független)[111]
- 1997–1998: Sztrik Gábor (független)[112]
- 1998–2002: Sztrik Gábor (független)[113]
- 2002–2006: Gergely Zsolt (Fidesz)[114]
- 2006–2006: Gergely Zsolt (Fidesz-KDNP)[115]
- 2007–2010: Rakaczki Zoltán (független)[116]
- 2010–2014: Rakaczki Zoltán (független)[117]
- 2014–2019: Rakaczki Zoltán (független)[118]
- 2019–2024: Györkei János Győző (független)[119]
- 2024– : Györkei János Győző (független)[1]

1997. február 9-én időközi választást tartottak Forrón, mert Gottfired József megromlott egészségügyi állapotára hivatkozva 1996. november 30-án lemondott a tisztéségről.
A településen 2007. március 18-án időközi polgármester-választást kellett tartani, mert az előző polgármester nem sokkal a 2006. októberi megválasztását követően lemondott a posztjáról.

## Népesség
A település népességének változása:
| Lakosok száma | 2541 | 2518 | 2489 | 2638 | 2670 | 2704 | 2702 |
|               | 2013 | 2014 | 2015 | 2021 | 2022 | 2023 | 2024 |

2001-ben a lakosság 69%-át a magyarok tették ki, a maradék 31%-ot a cigányok alkották.
A 2011-es népszámlálás során a lakosok 92,2%-a magyarnak, 37,5% cigánynak, 0,2% szlováknak, 0,4% ukránnak mondta magát (7,5% nem válaszolt; a kettős identitások miatt a végösszeg nagyobb lehet 100%-nál). A vallási megoszlás a következő volt: római katolikus 78,8%, református 4,3%, görögkatolikus 3,9%, evangélikus 0,4%, felekezeten kívüli 0,6% (11,5% nem válaszolt).
2022-ben a lakosság 91,2%-a vallotta magát magyarnak, 38,1% cigánynak, 0,5% szlováknak, 0,1% németnek, 0,8% egyéb, nem hazai nemzetiségűnek (8,4% nem nyilatkozott; a kettős identitások miatt a végösszeg nagyobb lehet 100%-nál). Vallásuk szerint 42,7% volt római katolikus, 3,5% református, 2,8% görög katolikus, 0,7% egyéb keresztény, 0,3% evangélikus, 4% felekezeten kívüli (45,7% nem válaszolt).

## Külső hivatkozások
- Forró weboldala